# Theaterhaus Stuttgart

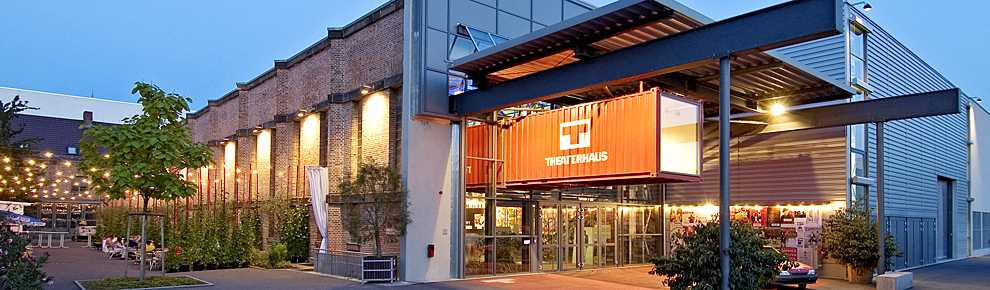
Theaterhaus

Das Theaterhaus Stuttgart ist ein Privattheater, Veranstaltungsort und soziokulturelles Zentrum im Norden Stuttgarts im Stadtbezirk Feuerbach nahe dem Pragsattel. Pro Jahr besuchen über 300.000 Besucher knapp 1.000 Veranstaltungen im Theaterhaus; rund 150 dieser Termine sind eintrittsfrei. Damit ist das Theaterhaus das bestbesuchte Haus seiner Art in Deutschland. Neben den Aufführungen seiner beiden Ensembles für Tanz (Gauthier Dance//Dance Company Theaterhaus Stuttgart) und Schauspiel (Internationales Theaterhaus Schauspielensemble) gibt es Gastspiele mit Künstlerinnen und Künstlern aus den Bereichen Comedy, Kabarett, Literatur, Pop- und Rockmusik, Jazz, Klassik und Neue Musik.

## Geschichte
Der gemeinnützige Verein Theaterhaus Stuttgart e. V. wurde 1984 von Werner und Gudrun Schretzmeier sowie Peter Grohmann im Stadtteil Wangen in den Räumen einer leer stehenden Glasfabrik gegründet. Der Spielbetrieb begann am 29. März 1985. Dem stetig wachsenden Angebot an kulturellen Veranstaltungen und dem damit verbundenen Anstieg der Zuschauerzahlen wurde 2003 durch den Umzug in die Rheinstahlhallen nahe dem Stuttgarter Pragsattel Rechnung getragen. Dazu wurde das denkmalgeschützte Gebäude zu einem Kultur- und Sportzentrum umgebaut. Das 12.500 m² große Areal hatte zuletzt dem Unternehmen Thyssen als Auslieferungslager für Bleche und Baustahl gedient.
Das Haus bietet in vier Veranstaltungshallen und zusätzlich vermietbaren Räumen eine Gesamtkapazität von nahezu 2000 Sitzplätzen. Neben den Veranstaltungssälen beherbergt das Gebäude Proberäume, Werkstätten, ein Restaurant, Büroräume und ein zweistöckiges Foyer. Das künstlerische Programm wird zudem durch ein Sportangebot ergänzt, wofür eine separate Sporthalle zur Verfügung steht.
2007 gründete Eric Gauthier die Compagnie Gauthier Dance. Sie hatte 2008 mit Six Pack Premiere am Theaterhaus. Seitdem ist Gauthier Dance die feste Compagnie des Theaterhauses Stuttgart e. V.

## Struktur
Der gemeinnützige Theaterhaus-Verein wird durch knapp 400 Mitglieder (Stand 2019) getragen. Die Mitgliederversammlung wählt den Beirat und den Vorstand, welcher wiederum die Geschäftsführung bestellt. Der Vorstand kann ebenfalls Beiratsmitglieder berufen. Zur Unterstützung des sogenannten Trägervereins existiert der Förderverein Theaterhaus Stuttgart e. V., dessen satzungsmäßiger Zweck die umfassende Förderung von Bildung und Erziehung, Kunst und Kultur auf dem Pragsattel ist.
Das Areal der Rheinstahlhallen wird durch die Stiftung Theaterhaus Stuttgart unterhalten, welche Grundstück und Gebäude in einem langfristigen, eigentümerähnlichen Verhältnis von der Stadt Stuttgart mietet. Neben dem Theaterhaus Stuttgart sind der Verein Musik der Jahrhunderte e. V., die Arbeitsgemeinschaft Jugendfreizeitstätten AGJF sowie der Landesjugendring Baden-Württemberg im Areal untergebracht. Die drei Stiftungsorgane sind Vorstand, Stiftungsrat und Kuratorium.

## Finanzierung
Seit seiner Gründung ist das Haus auf eine hohe Eigenfinanzierungsquote angewiesen. Zurzeit stellen die Eigeneinnahmen rund 65 Prozent des Etats.
Die öffentliche Förderung wird zwischen dem Land Baden-Württemberg und der Stadt Stuttgart geteilt und macht momentan 35 Prozent des Jahresetats aus.
Das Gesamtbudget lag 2020 bei rund 10,5 Millionen Euro. Im Vergleich ist das Theaterhaus Stuttgart damit eines der größten kulturellen Zentren seiner Art in Europa und mit seinem täglichen Programmangebot „ein Novum in der europäischen Kulturlandschaft“, so eine im Jahr 2007 erstellte Studie über europäische Kulturzentren.
Im März 2019 schrieb der Vorstand des Trägervereins an die Stadt Stuttgart, dass dem Haus die Insolvenz drohe. Grund sei der Wegfall eines Sponsors und unerwartet geringe Einnahmen im heißen Sommer 2018. Benötigt werde ein einmaliger Zuschuss von 600.000 Euro, um die Insolvenz abzuwenden. Der für 2019 vorgesehene städtische Zuschuss für den Verein beträgt 1,7 Millionen Euro, zuzüglich eines Instandhaltungszuschusses von 300.000 Euro und einer Unterstützung für Gauthier Dance von 337.500 Euro. Deren alle zwei Jahre stattfindendes Festival Colours wird zusätzlich mit 175.000 Euro jährlich gefördert.